# Sidenblombock
Sidenblombock (Pseudovadonia livida) är en skalbagge i familjen långhorningar. Den är 5 till 9 millimeter lång. 